# Onthophagus medorensis
Onthophagus medorensis es una especie de insecto del género Onthophagus, familia Scarabaeidae, orden Coleoptera.

## Historia
Fue descrita científicamente por Brown en 1929.